# أوتوكار الأول
كان أوتوكار الأول (بالتشيكية: Přemysl Otakar I؛ 1155-1230)؛ دوق بوهيميا، وحكم بشكل متقطع ابتداءً من عام 1192، ومُنح لقب ملك بوهيميا، أولًا منذ عام 1198 حيث منحه له الملك فيليب الشوابي، ومرة أخرى في عام 1203، من قبل أوتو الرابع من براونشفايغ، وفي عام 1212 أيضًا من فريدرش الثاني. كان أوتوكار الأول من أعضاء البارزون في أسرة البرميسلية.

## أولى سنوات حياته
كان والدا أوتوكار الأول هما: فلاديسلاف الثاني ملك بوهيميا، وجوديث التورينجية. قضى أوتوكار الأول أولى سنوات حياته وسط الفوضى التي سادت أنحاء البلاد في تلك الفترة، في عام 1192 وبعد عدة صراعات عسكرية، تم الاعتراف بأوتوكار الأول حاكمًا لبوهيميا من قبل الإمبراطور الروماني المقدس هاينريش السادس، مع ذلك سرعان ما أُطيح به لاشتراكه بمؤامرة مع الأمراء الألمان للإطاحة بأسرة هوهنشتاوفن، في عام 1197 أجبر أوتوكار الأول شقيقه الدوق فلاديسلاف الثالث على التنازل عن بوهيميا له والاكتفاء بحكم مورافيا.
مستفيدًا من الحرب الأهلية في ألمانيا بين مرشح سلالة هوفنشتاوفن فيليب الشوابي، ومرشح عائلة فلف أوتو الرابع، أعلن أوتوكار الأول نفسه ملكًا على بوهيميا في عام 1198، وتُوج نفسه في ماينتس. دعم فيليب السوابي أوتوكار الأول في تنصيبه ملكًا على بوهيميا، خصوصًا مع حاجته لدعم عسكري بوهيمي ضد أوتو الرابع.
في عام 1199 طلق أوتوكار الأول زوجته آديليد من مايسين، من سلالة آل فتين، ليتزوج الابنة الأصغر للملك المجري بيلا الثالث، الأميرة كونستانس.
في عام 1200 ومع صعود أوتو الرابع تخلى أوتوكار عن اتفاقه مع فيليب الشوابي وأعلن قيام أسرة فلف، وافق أوتو الرابع والبابا إينوسنت الثالث من بعده على أوتوكار الأول ملكًا بالوراثة على بوهيميا.

## المرسوم الذهبي لصقلية
أُجبر أوتوكار على العودة إلى معسكر فيليب الشوابي بفعل إصدار الإعلان الإمبراطوري بتعيين دوبولت الثالث دوقًا جديدًا على بوهيميا. رهنًا بالاعتراف به كدوق، كان على أوتوكار السماح لطليقته بالعودة إلى بوهيميا، وبعد تنفيذه لهذا الشرط انضم أوتوكار مرة أخرى إلى صفوف مناصري فيليب الشوابي، وأصبح في وقت لاحق أحد داعمي الشاب الملك فريدرش الثاني. في عام 1212، أصدر فريدرش مرسوم صقلية الذهبي، الذي أعطى أوتوكار الحق بحكم مملكة بوهيميا له ولذريته، لم يعد الملك خاضعًا لمراسيم التعيين من قبل الإمبراطور، وتوجب عليه فقط حضور الاجتماعات التشريعية بالقرب من الحدود البوهيمية.
مع أنه كان مواطنًا في الإمبراطورية الرومانية المقدسة، إلا أن ملك بوهيميا كان ملزمًا بمنصب الأمير الانتخابي الرئيسي في الإمبراطورية الرومانية المقدسة، وكان عليه تحمل مسؤولية تزويد جميع الأباطرة اللاحقين بمجموعة حراسة شخصية مكونة من 300 فارس عند خروجهم للتتويج في روما.
تميزت فترة حكم أوتوكار ببداية الهجرة الألمانية إلى بوهيميا ونمو المدن في المناطق الغابية، وفي عام 1226 دخل أوتوكار حربًا ضد دوق النمسا ليوبولد السادس بعد إفساد الأخير لاتفاق تزويج ابنة أوتوكار (القديسة أغنيس البوهيمية) من ابن فريدريك الثاني، هنري الثاني ملك صقلية. خطط أوتوكار بعدها لتزويج ابنته لهنري الثالث ملك إنجلترا، إلا أن الإمبراطور رفض هذا المقترح لأنه كان على دراية بمعاداة الملك هنري لسلالة هوهنشتاوفن، رغب الإمبراطور الأرمل بالزواج من أغنيس بنفسه، إلا أنها كانت في تلك الفترة أصبحت رافضة لفكرة الزواج المرتب، ودخلت أغنيس بعدها الدير بمساعدة من البابا.